# Вадим Лялько
Вадим Лялько — український актор театру, кіно та телебачення.

## Життєпис
Закінчив Житомирський державний університет імені Івана Франка та Київський національний університет театру, кіно і телебачення імені Івана Карпенка-Карого.
З 1988 року Вадим Лялько є актором Київського академічного театру «Колесо».
У 2022-2023 році бере участь у записах відео з роздумами на релігійні, мистецькі та історичні теми для християнського каналу NEBO ON.

## Фільмографія
| Рік  |   | Українська назва       | Оригінальна назва       | Роль                 |
| ---- | - | ---------------------- | ----------------------- | -------------------- |
| 2022 | ф | Снайпер. Білий ворон   |                         | агент ГРУ Бурий      |
| 2020 | с | Принцип насолоди       | Zasada przyjemności     | Кирило               |
| 2019 | ф | Черкаси                |                         | Мічман               |
| 2019 | с | Слуга народу           | Слуга народа            | епізодична роль      |
| 2019 | с | Кримінальний журналіст | Криминальный журналист  | Михайло Крупенников  |
| 2019 | с | Таємне кохання         | Тайная любовь           | могильник            |
| 2019 | с | Суддя                  | Судья                   | Борис Селюков        |
| 2018 | с | Опер за викликом       | Опер по вызову          | Чапля                |
| 2018 | с | Мажор-3                | Мажор-3                 | Лапін, кілер         |
| 2017 | ф | Тримай біля серця      |                         | Забаєв               |
| 2017 | с | Пес-2                  | Пёс-2                   | епізодична роль      |
| 2016 | с | Мереживо долі          | Нити судьбы             | епізодична роль      |
| 2015 | ф | Незламна               | Битва за Севастополь    | комісар              |
| 2015 | с | Нюхач-2                | Нюхач-2                 | Олег Губарєв, кілер  |
| 2014 | с | Вітер в обличчя        | Ветер в лицо            | далекобійник         |
| 2012 | ф | Мільйонер              | Миллионер               | Еміль, водій         |
| 2011 | с | Доярка з Хацапетівки 3 | Доярка из Хацапетовки 3 | епізодична роль      |
| 2009 | с | Повернення Мухтара-5   | Возвращение Мухтара-5   | батько Стаса і Влада |
| 2007 | с | Чужі таємниці          | Чужие тайны             | епізодична роль      |